# Killer Country (Mercury Records)
Pour les articles homonymes, voir Killer Country.
Albums de Jerry Lee Lewis
Young Blood
(1995) Last Man Standing
(2006)
Killer Country est un album de Jerry Lee Lewis, enregistré sous le label Mercury Records et sorti en 1995.

## Liste des chansons
1. Another Place, Another Time (Jerry Chesnut (en)) (2:24)
2. What's Made Milwaukee Famous (Has Made a Loser Out of Me) (Glenn Sutton (en)) (2:35)
3. Walking the Floor Over You (en) (Ernest Tubb) (2:06)
4. The Hole He Said He'd Dig for Me (Marion Turner) (2:41)
5. She Still Comes Around (To Love What's Left of Me) (Glenn Sutton) (2:27)
6. Waiting for a Train (Jimmie Rodgers) (1:57)
7. She Even Woke Me Up to Say Goodbye (Doug Gilmore /Mickey Newbury) (2:38)
8. Workin' Man Blues (en) (Merle Haggard) (2:53)
9. There Must Be More to Love Than This (Thomas LaVerne/Bill Taylor) (2:42)
10. Me and Bobby McGee (Fred Foster (en)/Kris Kristofferson) (3:11)
11. Once More With Feeling (Kris Kristofferson /Shel Silverstein) (2:23)
12. Touching Home (Dallas Frazier (en)/A.L. Owens (en)) (2:35)
13. Jack Daniels (Old Number Seven) (Tony Colton /Charles "Chas" Hodges/Albert Lee/Ray Smith) (3:17)
14. Think About It Darlin' (Jerry Foster/Bill Rice (en)) (2:32)
15. Pee Wee's Place (Duke Faglier) (3:25)
16. He Can't Fill My Shoes (Frank Dycus/Larry Kingston) (2:30)
17. Who's Gonna Play This Old Piano? (Ray Griff (en)) (3:18)
18. Middle Age Crazy (Sonny Throckmorton (en)) (3:53)
19. You're All Too Ugly Tonight (Buzz Cason (en)/Dan Penn (en)) (2:59)
20. A Damn Good Country Song (Donnie Fritts (en)) (2:04)